# Eta Coronae Borealis
Désignations
η CrB A : HR 5727, HD 137107

η CrB B : HR 5728, HD 137108

Eta Coronae Borealis (η Coronae Borealis / η CrB) est un système stellaire triple de la constellation de la Couronne boréale. Il est visible à l'œil nu avec une magnitude apparente combinée de 4,98. D'après la mesure de sa parallaxe annuelle par le satellite Hipparcos, il est situé à environ ∼ 58 a.l. (∼ 17,8 pc) de la Terre. Il comprend une étoile binaire principale composée de deux naines jaunes, tandis que la troisième composante est une naine brune localisée à une plus grande séparation.

## Description
Eta Coronae Borealis est connue depuis longtemps comme une binaire à séparation modérée, qui est relativement facile à résoudre avec un grand télescope et dont les observations remontent à au moins depuis 1826. C'est également une binaire spectroscopique à raies doubles dont les deux composantes complètent une orbite l'une autour de l'autre selon une période d'environ 42 ans et avec une excentricité de 0,28. Les deux étoiles ont des propriétés physiquement relativement similaires, quoique la secondaire est légèrement moins massive et plus froide que la primaire.
Cette étoile primaire, désignée Eta Coronae Borealis A, est une naine jaune de type spectral G1V et d'une magnitude apparente de 5,58, qui est environ 20 % plus massive que le Soleil. Son compagnon, Eta Coronae Borealis B, est une naine jaune de type spectral G3V et d'une magnitude de 6,08, qui est seulement 5 % plus massive que le Soleil.
Des orbites possibles pour des hypothétiques planètes présentes dans la zone habitable du système ont été calculées en 1996.
Un compagnon de type naine brune leur a été découvert en 2001. Elle s'est avérée avoir un mouvement propre similaire à la binaire AB, et les observations qui ont suivi ont confirmé son lien avec le système. Cette nouvelle composante, désignée Eta Coronae Borealis C ou Gliese 584 C, est une naine L de type L8. Elle présente une séparation minimale de 3 600 ua, et ayant un âge de refroidissement de 1 à 2,5 milliards d'années, la naine brune doit avoir une masse de 0,060 ± 0,015 M☉, soit 63 ± 16 MJ.